# زیردریایی تیپ بی۱
زیردریایی تیپ بی۱ (به انگلیسی: Type B1 submarine) یک زیردریایی است که طول آن ۳۵۶٫۵ فوت (۱۰۸٫۷ متر) می‌باشد.